# Hessequa
La Municipalité locale d'Hessequa (Hessequa Local Municipality) — anciennement municipalité locale de Langeberg de 2000 au 24 juin 2005 — est une municipalité locale du district municipal de la route des jardins, dans la province du Cap-Occidental, en Afrique du Sud. Le siège de la municipalité est situé dans la ville de Riversdale.

## Localités

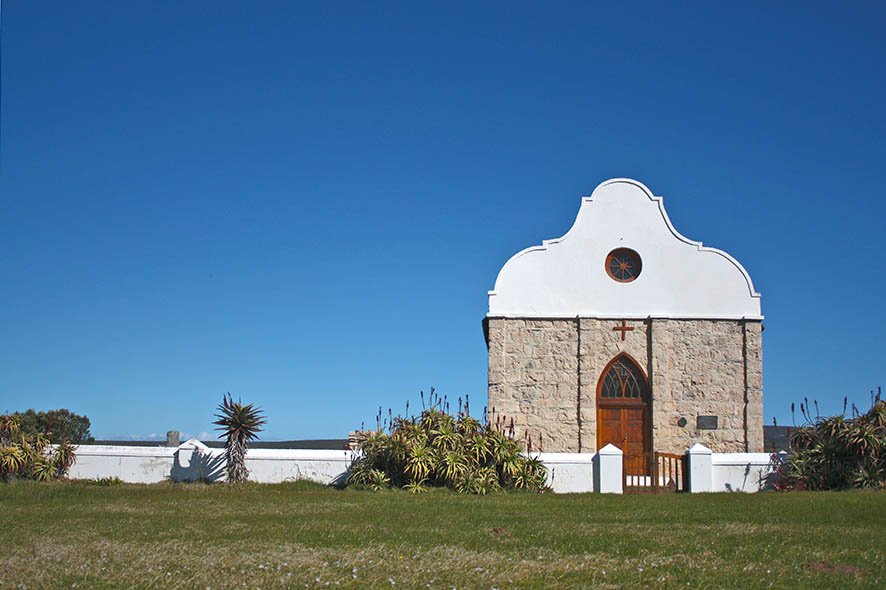
Barry church, Port Beaufort.

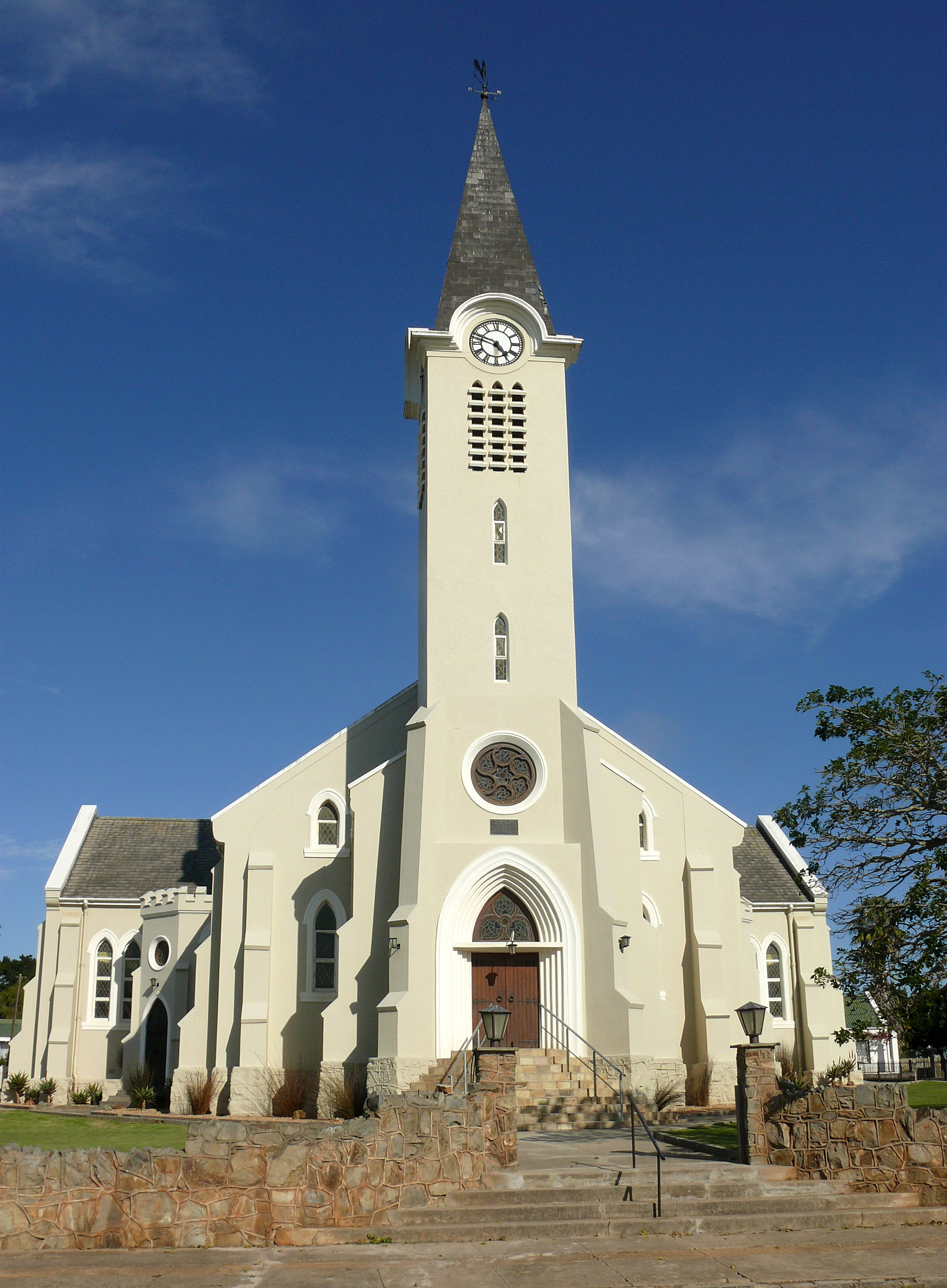
Église réformée hollandaise d'Albertinia.

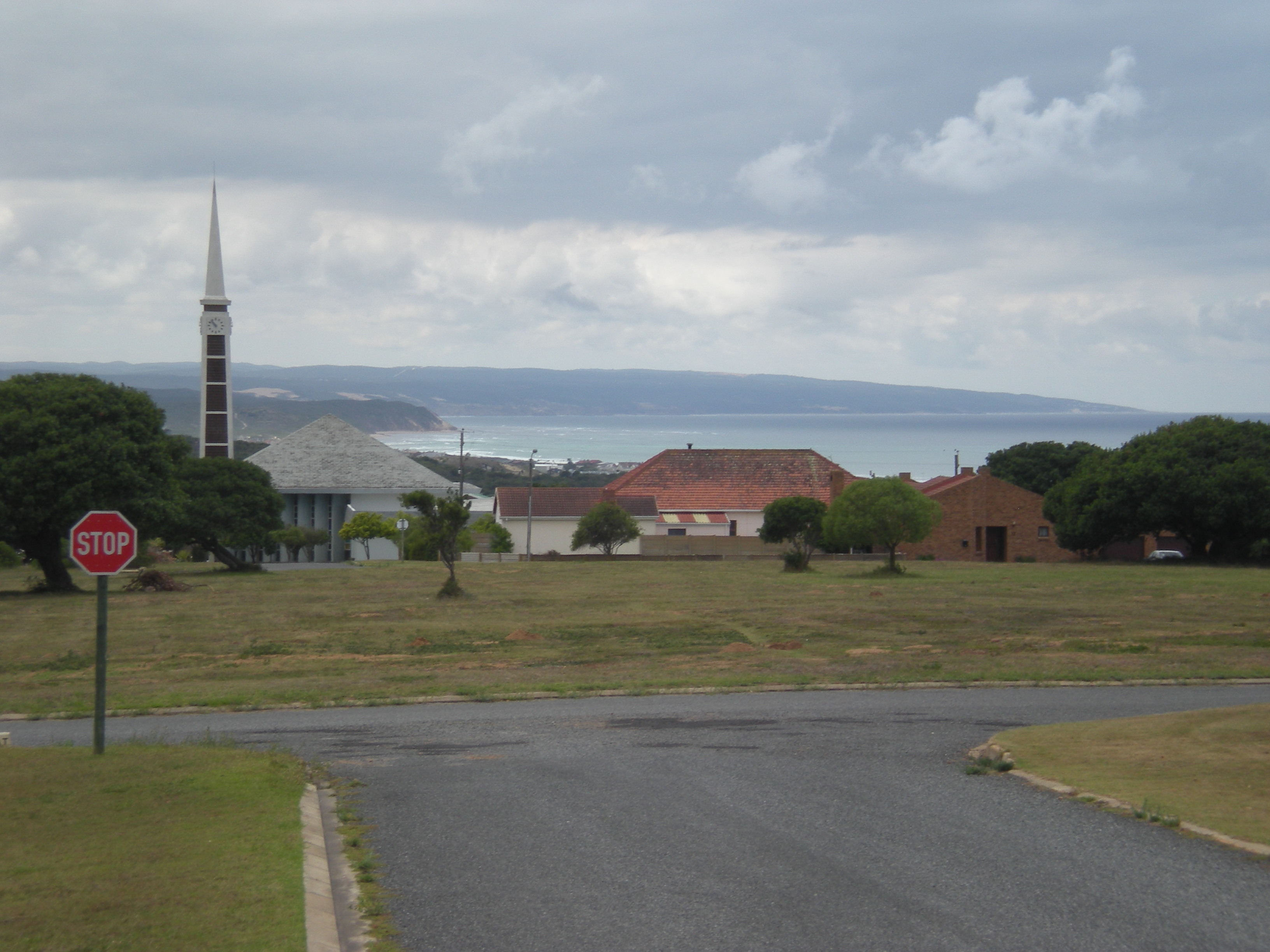
Still Bay.

La municipalité d'Hessequa comprend les localités suivantes : 
| Localités                    | Code   | Population | Superficie (km2) | Langue maternelle dominante |
| ---------------------------- | ------ | ---------- | ---------------- | --------------------------- |
| Albertinia                   | 175005 | 6 372      | 5,76             | Afrikaans                   |
| Gouritsmond (Gouritz)        | 175007 | 515        | 3,24             | Afrikaans                   |
| Groot Jongensfontein         | 175011 | 355        | 2,34             | Afrikaans                   |
| Heidelberg                   | 175003 | 8 259      | 23,69            | Afrikaans                   |
| Melkhoutfontein              | 175006 | 2 533      | 0,93             | Afrikaans                   |
| Port Beaufort (Witsand)      | 175010 | 321        | 2,71             | Afrikaans                   |
| Riversdale                   | 175001 | 16 176     | 100,45           | Afrikaans                   |
| Slangrivier                  | 175004 | 3 011      | 11,36            | Afrikaans                   |
| Still Bay                    | 175008 | 3 514      | 25,48            | Afrikaans                   |
| Witsand (Breedezicht Estate) | 175009 | 0          | 0,17             |                             |
| Zone rurale                  | 175002 | 11 586     | 5557,36          | Afrikaans                   |
| Total                        | Total  | 52 642     | 5 733,49         | Afrikaans                   |

## Démographie
Selon le recensement de 2011, les 52 642 résidents de la municipalité d'Hessequa sont majoritairement issus des populations coloureds (68,52 %). Les Noirs, majoritaires dans le pays, représentent 7,42 % des habitants et les Blancs, 23,24 % des résidents.
Les habitants ont très majoritairement l'afrikaans pour langue maternelle (92,39 %).
La majorité des habitants habitent la ville de Riversdale.

## Histoire
La municipalité locale actuelle de Hessequa a été constituée en 2000 à la suite de la réforme des gouvernements locaux. À l'origine, elle s'appelait Langeberg et a pris le nom d'Hessequa le 24 juin 2005.

## Administration

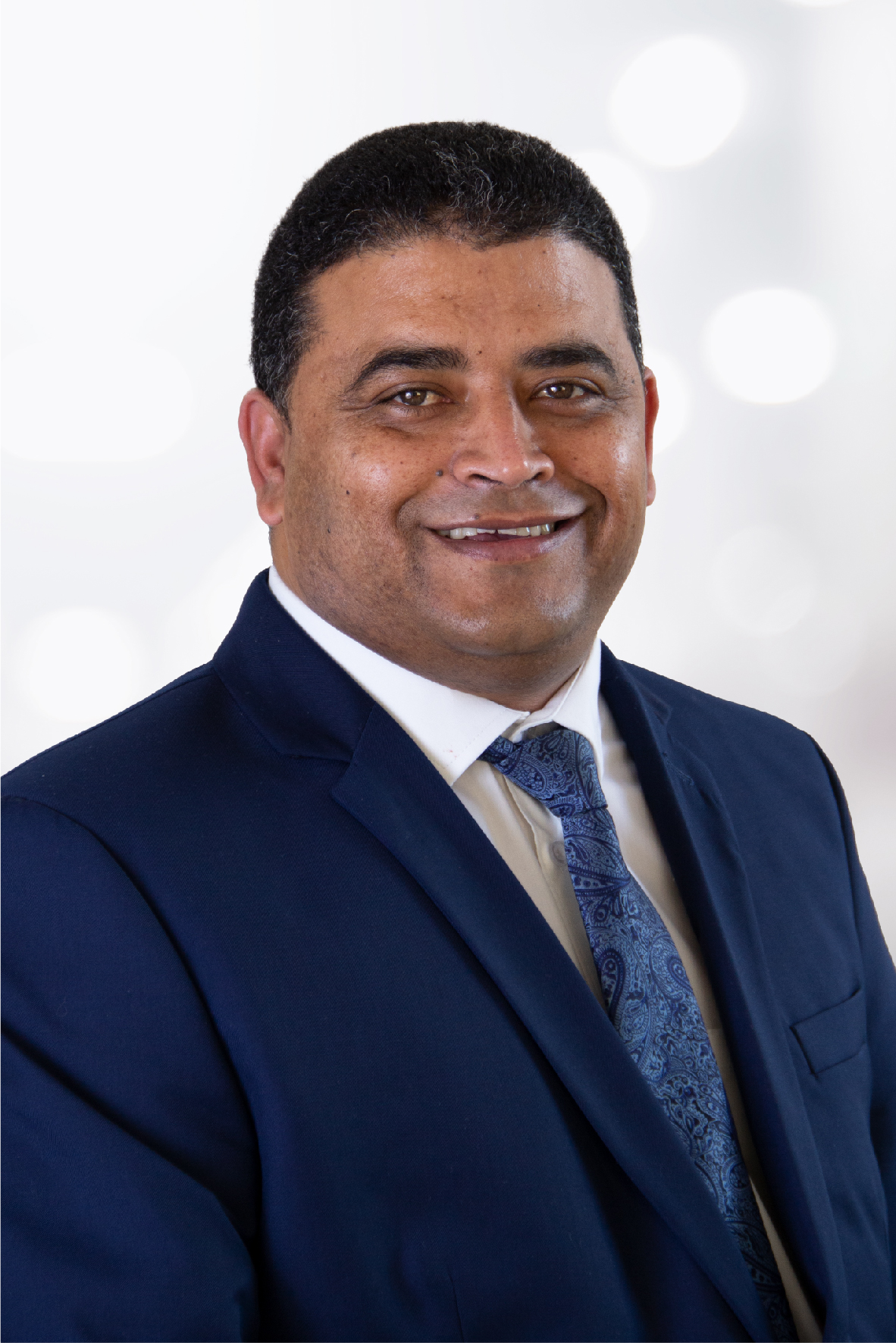
Grant Riddles, maire d'Hessequa depuis 2016

Lors des élections municipales de 2016, le congrès national africain (ANC) et l'Alliance démocratique(DA) remportent le même nombre de sièges chacun alors que le dernier siège au conseil municipal est attribué au front de la liberté. Grant Riddles (DA) est élu maire dans le cadre d'une coalition avec le front de la liberté.
| Maires d'Hessequa depuis 2000 | Parti politique | Terme       |
| ----------------------------- | --------------- | ----------- |
| Theuns Botha                  | DA              | 1995 - 2004 |
| Jenny Hartnick                | DA              | 2004        |
| Christopher Taute             | ANC             | 2004 - 2011 |
| Emor Nel                      | DA              | 2011 - 2016 |
| Grant Riddles                 | DA              | 2016 -      |